# Dalsnibba
Le Dalsnibba est un sommet de Norvège situé dans les Alpes scandinaves, en surplomb du village de Geiranger et de son fjord. Accessible jusqu'au sommet par une route à péage, le Dalsnibba constitue un panorama sur le fjord de Geiranger et sur les sommets voisins que viennent contempler de nombreux touristes.

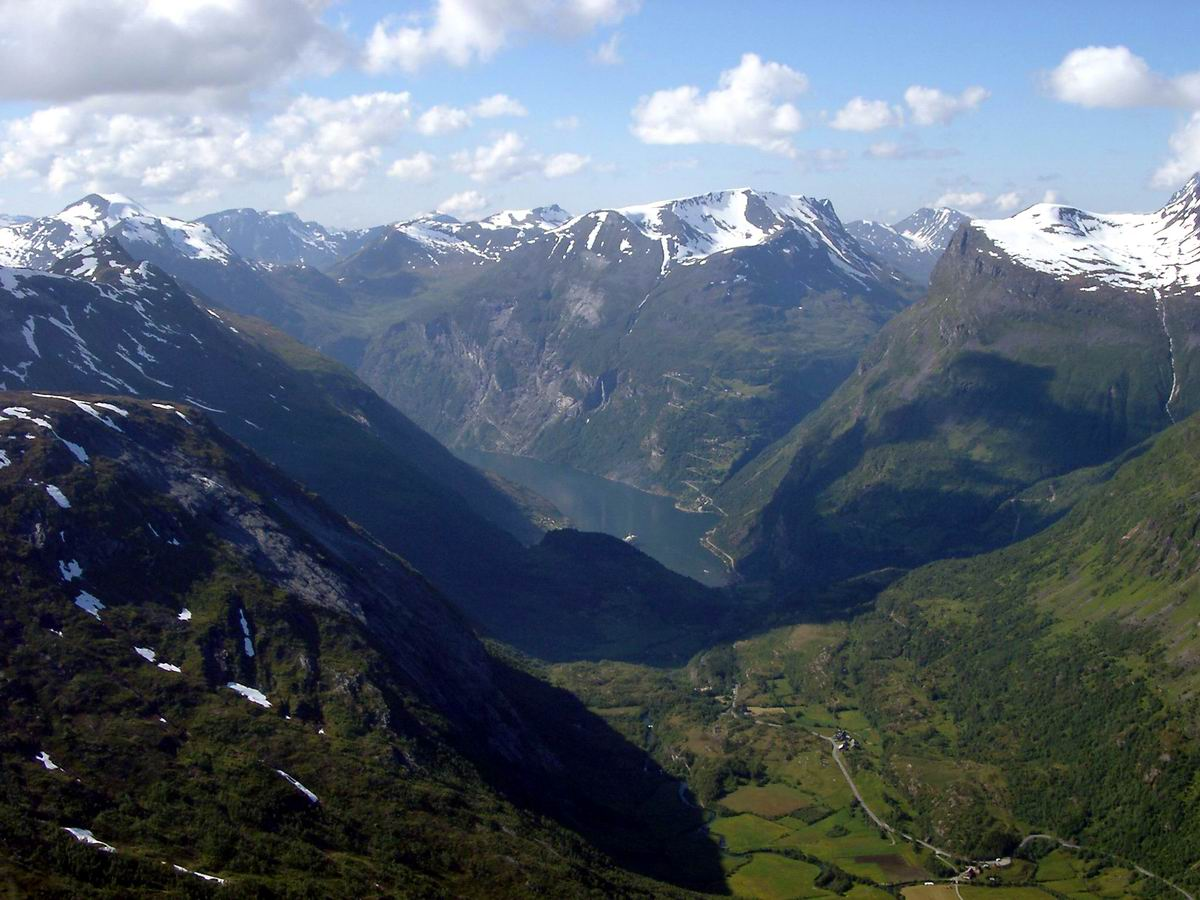
Vue plongeante sur Geiranger et son fjord depuis le Dalsnibba.